# Лісна (Читинський район)
Лісна́ (рос. Лесная) — селище у складі Читинського району Забайкальського краю, Росія. Входить до складу Новокукинського сільського поселення.

## Населення
Населення — 759 осіб (2010; 813 у 2002).
Національний склад (станом на 2002 рік):
- росіяни — 97 %